# Le Chaperon
Pour plus de détails, voir Fiche technique et Distribution.
Le Chaperon ou Papa, ses embrouilles et moi (The Chaperone) est un film américain réalisé par Stephen Herek, sorti en 2011.

## Synopsis
Ray Bradstone est sorti de prison. Il est décidé à changer de vie et à retrouver sa femme et sa fille. Mais voilà que son ami Philip lui propose de redevenir le conducteur pour pouvoir dévaliser une banque. Ray, énervé, décline la proposition. Lorsqu'il va visiter sa femme, celle-ci le chasse aussitôt. Le lendemain Sally, sa fille, va à l'école et ne veut absolument pas renouer avec son père. Ce dernier va partir avec elle en sortie scolaire et va tout tenter pour la reconquérir.

## Fiche technique
- Titre original : The Chaperone
- Titre français : Le Chaperon ou Papa, ses embrouilles et moi
- Réalisation : Stephen Herek
- Scénario : S.J. Roth
- Décors : Ryan Martin Dwyer
- Costumes : Claire Breaux
- Montage : Michel Aller
- Musique : Jim Johnston
- Production : Michael Pavone
- Sociétés de distribution : WWE Studios (États-Unis) ; Silver Vision (France)
- Pays d’origine :  États-Unis
- Langue originale : anglais
- Format : couleur - 35 mm - 2,35:1 - son Dolby Digital
- Genre : comédie et action
- Durée : 99 minutes
- Dates de sortie[1] :
  -  États-Unis : 18 février 2011
  -  France : 12 avril 2011[2] (sorti directement en DVD) ; 25 juin 2013 sur Gulli

## Distribution
- Triple H (VF : Michel Vigné) : Raymond « Ray » Bradstone
- Ariel Winter (VF : Adeline Chetail) : Sally Bradstone
- Kevin Corrigan (VF : Bertrand Liebert) : Phillip Larue
- José Zúñiga (VF : Pierre Laurent) : l'officier Carlos Flynt
- Annabeth Gish (VF : Véronique Augereau) : Lynne Bradstone
- Yeardley Smith (VF : Aurélia Bruno) : Miss Miller
- Kevin Rankin : Meyer « Goldy » Stens
- Enrico Colantoni (VF : Éric Marchal) : Dr Marvin Etman
- Darren O'Hare (VF : Éric Aubrahn) : Augie
- Lucy Webb (en) : Dr Marjorie
- Israel Broussard : Josh
- Jake Walker (en) : Ted
- Ashley Taylor (VF : Geneviève Doang) : Meredith
- Cullen Chaffin : Simon
- Gary Grubbs : M. Mobeleski
- J. D. Evermore : Theodore Del Muniz
- Nick Gomez : Nick, le chauffeur de bus
- Alec Rayme (en) : Kevin
- Billy Slaughter (en) : le père

Source et légende : Version française (VF) sur RS Doublage